# لوي شارل ترابو
لوي شارل ترابو (بالفرنسية: Louis Charles Trabut)‏ عالم نبات وطبيب فرنسي ولد في شامبيري 12 يوليو 1853 توفي في الجزائر العاصمة يوم25 أبريل 1929، وهو معروف على وجه الخصوص بأنه قدم أول وصف لشجرة الكليمونتين.

## أعماله
- اطلس نباتات الجزائر (1886-1920)
- ملخص علم النبات الطبي (1891)
- نباتات الجزائر (1895)
- زراعة الفاكهة في شمال إفريقيا (1921)
- دليل الأسماء الأصلية للنباتات المزروعة والمستخدمة في شمال إفريقيا (1935)